# Songs for You, Truths for Me
Songs for You, Truths for Me (em português:  "Canções para ti, verdades para mim") é o segundo álbum cantor Inglês, compositor e guitarrista James Morrison, lançado em 29 de Setembro de 2008. O álbum foi um sucesso comercial no Reino Unido, onde ele entrou no álbum charts, no número 3 e na Irlanda, onde ele superou os gráficos. Ela foi certificada pelo BPI Platina com mais de 375.000 vendas. O álbum atingiu a 49.ª posição no Billboard 200.

## Informação
Em 29 de Setembro de 2008, o segundo álbum de Morrison intitulado Songs for You, Truths for Me foi liberado. No processo de escrita para o álbum, trabalhou com Ryan Tedder, Martin Terefe, e Steve Martin Brammer Robson. O álbum também apresenta um dueto com Nelly Furtado, intitulado "Broken Strings", co-escrito com Fraser T. Smith e Nina Woodford. De Outubro de 2008 até o final do ano Morrison excursionou por toda a Europa. O álbum teve bom desempenho, estréiou no top três do Reino Unido e os gastos Álbuns Gráfico 5 semanas no top dez. Ao falar sobre o álbum, Morrison afirmou que tinha a música "Moved On" um lote, a partir do primeiro álbum, mas que não a tal ponto que os fãs de seu álbum anterior não seria capaz de "pegar".

## Posições
Songs For You, Truths For Me foi lançado no dia 29 de Setembro de 2008. O álbum entrou no UK Albums Chart, no número três, sendo realizada em cima de dois pontos novos álbuns a partir do Kings Of Leon e Will Young. O álbum não foi um enorme sucesso inicialmente e caiu fora do top dez após três semanas. O álbum fez uma descida gradual para baixo do gráfico até a liberação do segundo single do álbum, "Broken Strings". Após o sucesso do single, o álbum subiu progressivamente de volta as paradas antes de número 24 de volta para o top dez, chegando a número 7. O álbum, em seguida, deslocou-se a número 4 e foi certificado Platina pelo BPI, com mais de 300.000 vendas.
O álbum foi um sucesso comercial na Irlanda também. Ele entrou no Irish Albums Chart no número 14 antes de cair fora do gráfico completamente após um par de semanas. Depois, na sequência do sucesso de "Broken Strings". O álbum re-entrou na tabela no número 63 e passou através dos gráficos até que saltou de 14 número a número um, dando Songs for You, Truths for Me. Para o seu primeiro número um gráfico colocando onde permaneceu por uma semana.

## Faixas
Todas as músicas escritas e compostas por James Morrison, escritores adicionais são anotadas.
1. "The Only Night" (Martin Terefe) - 3:37
2. "Save Yourself" (Chris Braide, Steve Robson, Wayne Hector) - 3:01
3. "You Make It Real" (Paul Barry) - 3:31
4. "Please Don't Stop the Rain" (Ryan Tedder) - 3:54
5. "Broken Strings" (feat. Nelly Furtado) (Fraser T. Smith, Nina Woodford) - 4:10
6. "Nothing Ever Hurt Like You" (Barry, Mark Taylor) - 3:51
7. "Once When I Was Little" (Dan Wilson, Terefe) - 4:42
8. "Precious Love" (John Shanks) - 3:37
9. "If You Don't Wanna Love Me" (Martin Brammer, Robson) - 4:15
10. "Fix The World Up for You" (Brammer, Robson) - 3:35
11. "Dream on Hayley" (Francis White) - 3:33
12. "Love Is Hard" (Brammer, Robson) - 3:53
13. "Sitting on a Platform" (Bonus Track) - 3:05

Deluxe edition DVD: Live at Air Studios
1. "Broken Strings" (Smith, Woodford)
2. "If You Don't Wanna Love Me" (Martin Brammer, Robson)
3. "Once When I Was Little" (Wilson, Terefe)
4. "Please Don't Stop the Rain" (Tedder)
5. "Precious Love" (Shanks)
6. "Save Yourself" (Braide, Robson, Hector)
7. "You Make It Real" (Barry)